# Bovonia
Bovonia  é um gênero botânico da família Lamiaceae.

## Espécie
Bovonia diphylla

## Nome e referências
Bovonia Chiov.